# Challenger de Segovia 2021
El torneo Open Castilla y León 2021 fue un torneo profesional de tenis. Perteneció al ATP Challenger Series 2021. Se disputó en su 35.ª edición sobre superficie dura, en Segovia, España entre el 26 de julio al el 1 de agosto de 2021.

## Jugadores participantes del cuadro de individuales
| Favorito | País                | Jugador                  | Rank1 | Posición en el torneo |
| -------- | ------------------- | ------------------------ | ----- | --------------------- |
| 1        | Bandera de España   | Feliciano López          | 89    | Cuartos de final      |
| 2        | Bandera de Francia  | Benjamin Bonzi           | 111   | CAMPEÓN               |
| 3        | Bandera de Francia  | Grégoire Barrère         | 135   | Baja                  |
| 4        | Bandera de Suiza    | Marc-Andrea Hüsler       | 162   | Primera ronda         |
| 5        | Bandera de Portugal | Frederico Ferreira Silva | 174   | Primera ronda, retiro |
| 6        | Bandera de Francia  | Quentin Halys            | 181   | Primera ronda         |
| 7        | Bandera de Francia  | Mathias Bourgue          | 201   | Cuartos de final      |
| 8        | Bandera de Turquía  | Altuğ Çelikbilek         | 203   | Cuartos de final      |
| 9        | Bandera de Turquía  | Cem İlkel                | 209   | Primera ronda         |

- 1 Se ha tomado en cuenta el ranking del 19 de julio de 2021.

### Otros participantes
Los siguientes jugadores recibieron una invitación (wild card), por lo tanto ingresan directamente al cuadro principal (WC):
- Julio César Porras
- Alejandro Moro Cañas
- Nikolás Sánchez Izquierdo

Los siguientes jugadores ingresan al cuadro principal tras disputar el cuadro clasificatorio (Q):
- Carlos Gimeno Valero
- Nicolás Moreno de Alborán
- Dalibor Svrčina
- Luca Vanni

## Campeones

### Individual Masculino
- Benjamin Bonzi derrotó en la final a  Tim van Rijthoven, 7–6(10), 3–6, 6–4

### Dobles Masculino
- Robert Galloway /  Alex Lawson derrotaron en la final a  JC Aragone /  Nicolás Barrientos, 7–6(8), 6–4